# 达明·舒曼
达明·舒曼（英語：Damien Schumann，1987年11月12日—），澳大利亚男子沙滩排球运动员。他曾代表澳大利亚参加2018年英联邦运动会沙滩排球比赛，获得一枚金牌。他也曾参加2020年夏季奥林匹克运动会。